# 美济社区
美济社区隶属于中华人民共和国海南省三沙市南沙区，地处南中国海南沙群岛美济礁。是中华人民共和国领土最南端的居民点。
2012年12月5日，三沙市南沙区美济村民委员会正式成立，守礁的53名渔民成为第一批村民，村民的家和村委会都设在潟湖内的“琼富华01号”渔船上。
據報導，海南省人民政府曾計劃在三亚建造一個水泥平台，建成后将运到美济礁，然后通过事先预埋的桩基固定在环礁上，形成一个水泥平台。该平台計劃设有上百个房间，房间里有厕所、空调和专门的浴室等，供村民居住。該計劃隨著美濟礁開展陸域吹填而告終。
2013年，美济村民委员会更名为美济社区居民委员会。
2015年6月，中華人民共和國在美濟礁完成陸域吹填後，在人工島上興建美濟社区居民委员会办公楼，並建設平房給村民居住。